# Carl von Altenbockum
Carl Ferdinand Ernst Eberhard Hans von Altenbockum (* 19. Mai 1842 in Kassel; † 25. Oktober 1910 ebenda) war Landrat in Rotenburg an der Fulda, Konsistorialpräsident in Kassel und Abgeordneter des Kommunallandtages Kassel.

## Leben

### Herkunft und Familie
Karl Ferdinand Ernst stammte aus dem uradligen Geschlecht Altenbockum, welches sich von Westfalen über das Herzogtum Kurland und Semgallen nach Hessen ausweitet hatte. Sein Vater war Karl Ferdinand von Altenbockum (1768–1841), der als Generalmajor in kurhessischen Diensten stand, seine Mutter war Ottilie, geborene von Carlowitz (1804–1886). Karl Ferdinand Ernst heiratete 1874 in Kassel Meta Rabe von Pappenheim (1847–1935), eine Tochter von Alfred Otto Rabe von Pappenheim. Das Paar hatte mehrere Kinder:
- Hans Otto Heinrich Ernst (* 10. Mai 1875; † 2. August 1953) ⚭ 1905 Karola Elisabeth Eugenie Henriette von Grünberg (* 15. September 1878; † 5. Dezember 1979)
- Georg Woldemar Wilhelm Hugo (* 2. August 1876; † 22. April 1954) ⚭ 1902 Freiin Maximiliane (Mara) Amaline Maria von Friesen (* 7. Juni 1880; † 8. Mai 1939)
- Elisabeth Christa Antonie Clara (* 24. Dezember 1879; † 29. Januar 1954) ⚭ 1902 Otto von Helmolt (* 19. März 1871; † 28. März 1944)[2]

### Laufbahn
Altenbockum erhielt Privatunterricht im elterlichen Haus, danach besuchte er eine Vorschule und ging ab 1853 auf ein Gymnasium in Kassel. Er wechselte 1855 auf die Klosterschule Roßleben und absolvierte 1861 sein Abitur. Es folgte ein Studium der Rechtswissenschaft an den Universitäten Göttingen, zu Berlin und Marburg. 1866 legte er das erste Juristische Staatsexamen ab, das zweite Juristische Examen folgte im Jahre 1867. 1867 begann er mit einem Rechtspraktikum beim Amtsgericht I Kassel, dem schlossen sich weitere Vorbereitungsdienste bei unterschiedlichen Gerichten in Kassel an. 1870/71 nahm er als freiwilliger Krankenpfleger am Deutsch-Französischen Krieg teil und wurde mit dem Eisernen Kreuz II. Klasse am weißen Band ausgezeichnet.
1873 legte Altenbockum die Große Staatsprüfung ab und begann als Gerichtsassessor beim Kreis- und Amtsgericht Kassel. 1875 erhielt er die Stelle eines Amtsrichters in Amöneburg und wechselte 1876 als Regierungsassessor in die Staatsverwaltung der Landdrostei Osnabrück. Bevor er 1879 Kommissarischer Verwalter des Landratsamtes Rotenburg an der Fulda wurde, war er mit der Leitung des Landratsamtes Marburg beauftragt, im gleichen Jahr wurde er in die Landesregierung nach Kassel versetzt. 1880 übernahm er die kommissarische Verwaltung des Landratsamtes Rotenburg und wurde am 1. Juli 1889 zum Landrat des Kreises Rotenburg ernannt. Von 1887 bis 1891 war er Mitglied des Kurhessischen Kommunallandtags des preußischen Regierungsbezirks Kassel, dort 1887 Mitglied des Organisationsausschusses und 1890–1891 Mitglied des Hauptausschusses. Er war Mitvorsteher des Königlichen Stifts in Rotenburg und wurde 1892 Oberregierungsrat und Direktor der Abteilung für Kirchen- und Schulangelegenheiten bei der Regierung in Kassel. Am 29. Oktober 1894 wurde er Konsistorialpräsident des Konsistoriums in Kassel. 1908 wurde er in den Ruhestand versetzt.
Für seine Verdienste war Altenbockum mit dem Roten Adlerorden II. Klasse mit Eichenlaub und dem Kronenorden II. Klasse ausgezeichnet worden.